# Lillasjön (Torestorps socken, Västergötland)
Lillasjön är en sjö i Marks kommun i Västergötland och ingår i Viskans huvudavrinningsområde.